# Контраобавештајни рад
Контраобавештајна делатност је активност која има за циљ да заштити обавештајни систем одређене обавештене агенције од опонирајуће обавештајне агенције или службе. То укључује прикупљање информација и спровођење активности ради спречавања шпијунаже, саботаже, атентата или других обавештајних активности које спроводе, за или у име страних сила, организација или лица.
Многе земље ће имати више организација које се фокусирају на различите аспекте контраобавештајне службе, као што су домаће, међународне и борбе против тероризма. Неке државе ће га формализовати као део полицијске структуре, као што је Федерални истражни биро Сједињених Држава (ФБИ). Други ће основати независна тела, као што је МИ5 Уједињеног Краљевства, други имају и обавештајне и контраобавештајне службе груписане у оквиру исте агенције, као што је Канадска безбедносно-обавештајна служба (ЦСИС).
Савремене тактике шпијунаже и посвећене владине обавештајне агенције развиле су се током касног 19. века. Кључна позадина овог развоја била је Велика игра - стратешко ривалство и сукоб између Британске империје и Руског царства широм средње Азије између 1830. и 1895. године. Да би се супротставила руским амбицијама у региону и потенцијалној претњи коју је представљала за британску позицију у Индији, индијска државна служба је изградила систем надзора, обавештајних и контраобавештајних служби. Постојање овог мрачног сукоба популаризовано је у чувеној шпијунској књизи Радјарда Киплига Ким (1901), где је приказао Велику игру (фраза коју је Киплинг популаризовао) као шпијунажу и сукоб обавештајних служби који „никада не престаје, дању или ноћу“.
Оснивање посвећених обавештајних и контраобавештајних организација имало је много везе са колонијалним ривалством између великих европских сила и убрзаним развојем војне технологије. Како се шпијунажа све више користила, постало је императив да се улога постојеће полиције и снага унутрашње безбедности прошири на улогу откривања и супротстављања страним шпијунима. Evidenzbureau (основан у Аустријском царству 1850. године) је од краја 19. века имао улогу супротстављања деловању панславистичког покрета који је деловао из Србије.
Након последица Драјфусове афере 1894–1906 у Француској, одговорност за француску војну контрашпијунажу је 1899. прешла на Сурете генерале — агенцију која је првобитно била одговорна за спровођење реда и јавну безбедност — и коју је надгледало Министарство унутрашњих послова.
Окхрана првобитно формирана 1880. за борбу против политичког тероризма и левичарске револуционарне активности широм Руске империје, такође је имала задатак да се супротстави непријатељској шпијунажи. Његова главна брига биле су активности револуционара, који су често радили и планирали субверзивне акције из иностранства. Основала је филијалу у Паризу, коју је водио Петар Рачковски, да би пратила њихове активности. Агенција је користила многе методе за постизање својих циљева, укључујући тајне операције, тајне агенте и „перлустрацију“ — пресретање и читање приватне преписке. Окхрана је постала озлоглашена по употреби агената провокатора, који су често успевали да продру у активности револуционарних група – укључујући бољшевике.
Основане су и интегрисане контраобавештајне агенције које директно воде владе. Британска влада је 1909. основала Биро тајне службе као прву независну и међуресорну агенцију која је у потпуности контролисала све владине контраобавештајне активности.
Због интензивног лобирања од стране Вилијама Мелвила и након што је добио немачке планове мобилизације и доказ њихове финансијске подршке Бурима, британска влада је овластила формирање новог обавештајног одељења у Ратној канцеларији, МО3 (касније преименованог МО5) на челу са Мелвилом, 1903. године. Радећи на тајном задатку из стана у Лондону, Мелвил је водио и контраобавештајне и стране обавештајне операције, капитализујући знање и контакте са иностранством које је акумулирао током година управљања Специјалним огранком.
Због свог успеха, Владин комитет за обавештајне послове, уз подршку Ричарда Халдејна и Винстона Черчила, основао је Биро тајних служби 1909. године као заједничку иницијативу Адмиралитета, Ратног министарства и Форин офиса за контролу тајних обавештајних операција у УК и у иностранству, посебно концентришући се на активности царске немачке владе. Његов први директор био је капетан Сир Георге Менсфилд Смит-Камин еллиас "Ц". Биро тајне службе је 1910. године подељен на спољну и контраобавештајну домаћу службу. Потоњи, на челу са сер Верноном Келом, првобитно је имао за циљ да смири страхове јавности од немачке шпијунаже великих размера. Пошто Служба није била овлашћена са полицијским овлашћењима, Кел је у великој мери сарађивао са Специјалним огранком Скотланд Јарда (који је водио Басил Томсон ) и успео је да поремети рад индијских револуционара који су сарађивали са Немцима током рата. Уместо система у коме би ривалска одељења и војне службе радиле на сопственим приоритетима без или без консултација или сарадње једна са другом, новооснована Тајна обавештајна служба је била међуресорна и подносила је своје обавештајне извештаје свим релевантним владиним одељењима.
По први пут, владе су имале приступ мирнодопској, централизованој независној обавештајној и контраобавештајној бирократији са индексираним регистрима и дефинисаним процедурама, за разлику од више ад хок метода које су раније коришћене.

## Категорије
Колективна контраобавештајна служба је прикупљање информација о противничким способностима прикупљања обавештајних података чији је циљ неки ентитет.
Одбрамбена контраобавештајна служба спречава напоре непријатељских обавештајних служби да продру у службу.
Офанзивна контраобавештајна служба идентификује напоре противника против система, покушавајући да манипулише овим нападима тако што ће „претварати“ противникове агенте у двоструке агенте или им давати лажне информације да их пријаве.

## Контраобавештајна служба, противтерор и влада
Многе владе организују контраобавештајне агенције одвојено од својих служби за прикупљање обавештајних података. У већини земаља контраобавештајна мисија је распоређена на више организација, мада једна обично преовладава. Обично постоји домаћа контраобавештајна служба, обично део веће организације за спровођење закона као што је Федерални истражни биро у Сједињеним Државама.
Уједињено Краљевство има посебну Службу безбедности, такође познату као МИ5, која нема директна полицијска овлашћења, али блиско сарађује са органима за спровођење закона, посебно са Специјалним огранком који може да врши хапшења, претресе са налогом итд.
Највећа домаћа безбедносна организација Руске Федерације је ФСБ, која је углавном произашла из Друге главне управе и Треће главне управе КГБ-а СССР-а.
Канада раздваја функције опште дефанзивне контраобавештајне службе (contre-ingérence), безбедносне обавештајне службе (обавештајне припреме неопходне за спровођење офанзивне контраобавештајне службе), обавештајне службе за спровођење закона и офанзивне контраобавештајне службе.
Војне организације имају своје контраобавештајне снаге, способне да изводе заштитне операције како у земљи, тако и када су распоређене у иностранству. У зависности од земље, у страним операцијама могу постојати различите мешавине цивилног и војног. На пример, док је офанзивна контраобавештајна мисија Националне тајне службе америчке ЦИА, одбрамбена контраобавештајна служба је мисија америчке дипломатске безбедносне службе (ДСС), Стејт департмента, која ради на заштитној безбедности за особље и информације које се обрађују у иностранству на адреси Амбасаде и конзулати САД.

## Контраобавештајне мисије
Френк Визнер, познати извршни директор ЦИА, рекао је за аутобиографију директора Централне обавештајне службе Аллена В. Дуллеса, да Дуллес „одбацује популарно погрешно схватање да је контраобавештајна активност у суштини негативна и респонзивна активност, да се креће само или углавном као реакција на ситуације које су му наметнуте и у супротности са иницијативама које је покренула опозиција“. Уместо тога, он види да то може бити најефикасније, како у прикупљању информација, тако иу заштити пријатељских обавештајних служби, када креативно, али енергично напада „структуру и особље непријатељских обавештајних служби“. Данашње контраобавештајне мисије су се прошириле од времена када је претња била ограничена на стране обавештајне службе (ФИС) под контролом националних држава. Претње су се прошириле и укључиле претње од ненационалних или транснационалних група, укључујући унутрашње побуњенике, организовани криминал и транснационалне групе (које се често називају „терористи“, али то ограничава). Ипак, термин ФИС остаје уобичајен начин упућивања на претњу од које контраобавештајне службе штите.
У савременој пракси, неколико мисија је повезано са контраобавештајном службом од националног до теренског нивоа.
- Одбрамбена анализа је пракса тражења рањивости у сопственој организацији и, уз анализу ризика наспрам користи, затварања откривених рупа.
- Офанзивна контрашпијунажа је скуп техника којима се откривено особље ФИС-а у најмању руку неутралише и хапси или, у случају дипломата, протерује проглашавајући их персона нон грата . Изнад тог минимума, експлоатише особље ФИС-а за добијање обавештајних података за сопствену страну, или активно манипулише ФИС-овим особљем да оштети непријатељску организацију ФИС-а.
- Операције извора за заштиту контраобавештајних снага (ЦФСО) су операције људских извора, које се спроводе у иностранству и имају за циљ да попуне постојећу празнину у покривености на националном нивоу у заштити теренске станице или снага од тероризма и шпијунаже.

Контраобавештајна служба је део безбедности обавештајног циклуса, која је, заузврат, део управљања обавештајним циклусом. Различите безбедносне дисциплине такође потпадају под управљање безбедносном обавештајном службом и допуњују контраобавештајну делатност, укључујући:
- Физичко обезбеђење
- Персонално обезбеђење
- Сигурност комуникација (COMSEC)
- Безбедност информационог система (INFOSEC)
- Безбедносна класификација
- Оперативна безбедност (OPSEC)

Дисциплине укључене у „позитивну безбедност“, мере којима сопствено друштво прикупља информације о својој стварној или потенцијалној безбедности, допуњују безбедносну архитектуру. На пример, када комуникациона обавештајна служба идентификује одређени радио предајник као онај који користи само одређена држава, откривање тог предајника унутар сопствене земље сугерише присуство шпијуна на којег би контраобавештајне службе требало да циљају. Конкретно, контраобавештајна служба има значајан однос са дисциплином прикупљања ХУМИНТ-а и бар у извесној вези са осталима. Контраобавештајна служба може и да произведе информације и да их заштити.
Сва америчка одељења и агенције са обавештајним функцијама одговорне су за сопствену безбедност у иностранству, осим оних које потпадају под надлежност шефа мисије.
Владе покушавају да заштите три ствари:
- Њихово особље
- Њихове инсталације
- Њихове операције

У многим владама одговорност за заштиту ових ствари је подељена. Историјски гледано, ЦИА је одговорност за заштиту свог особља и операција додијелила својој канцеларији за сигурност, док је сигурност операција додијелила више група унутар Дирекције за операције: контраобавјештајном особљу и обласној (или функционалној) јединици, као што је дивизија Совјетске Русије. У једном тренутку, контраобавештајна јединица је деловала сасвим аутономно, под управом Џејмса Џезуса Англтона. Касније су оперативне дивизије имале подређене контраобавештајне огранке, као и мањи централни контраобавештајни штаб. Олдрич Ејмс је био у Одељењу за Европу за контраобавештајну службу, где је био одговоран за вођење анализе совјетских обавештајних операција. Америчке војне службе су имале сличан и још сложенији поделе.
Оваква подела очигледно захтева блиску координацију, а то се у пракси дешава свакодневно. Међузависност америчке контраобавештајне заједнице се такође манифестује у њеним односима са службама за везу. Контраобавештајна заједница не може да прекине ове односе због забринутости за безбедност, али искуство је показало да мора да израчуна ризике који су укључени.
Контрашпијунажа има једну сврху која по важности превазилази све друге: продор. Нагласак који КГБ ставља на пенетрацију евидентан је у случајевима о којима је већ било речи са одбрамбеног или безбедносног становишта. Најбољи систем безбедности на свету не може да обезбеди адекватну одбрану од њега јер техника укључује људе. Једини начин да будете сигурни да је непријатељ задржан је да унапред и детаљно знате његове планове.
У британској служби, случајеви Кембриџке петорке и касније сумње у вези са шефом МИ5 сер Роџером Холисом изазвали су велике унутрашње несугласице. Јасно, Филби је продро у Британце, али никада није утврђено, ни на једном јавном форуму, да ли је било других озбиљних продора. У америчкој служби је такође дошло до значајног поремећаја због контрадикторних оптужби о кртицама од стране пребега Анатолија Голицина и Јурија Носенка и њихових присталица у ЦИА-и и Британској служби безбедности (МИ5). Англтон је генерално веровао Голицину. Џорџ Кисевалтер, оперативни официр ЦИА који је био страна ЦИА у заједничком америчко-британском поступању са Олегом Пенковским, није веровао у Англтонову теорију да је Носенко фабрика КГБ-а. Носенко је разоткрио Џона Васала, имовину КГБ-а углавном у британском адмиралитету, али било је аргумената да је Васал жртвован КГБ-а да би заштитио друге операције, укључујући Носенка и можда вреднији извор о Краљевској морнарици.

### Одбрамбена контраобавештајна служба
Одбрамбена контраобавештајна служба почиње тражењем места у сопственој организацији која би лако могла да искористе стране обавештајне службе (ФИС). ФИС је устаљени уметнички термин у контраобавештајној заједници, а у данашњем свету „страни“ је скраћеница за „супротстављање“. Опозиција би заиста могла бити држава, али би могла бити транснационална група или интерна побуњеничка група. Операције против ФИС-а могу бити против сопствене нације или друге пријатељске нације. Распон акција које би се могле предузети да би се подржала пријатељска влада може укључивати широк спектар функција, свакако укључујући војне или контраобавештајне активности, али и хуманитарну помоћ и помоћ развоју („изградња нације“).
Терминологија се овде још увек појављује, а „транснационална група“ би могла да обухвата не само терористичке групе већ и транснационалне криминалне организације. Транснационалне криминалне организације укључују трговину дрогом, прање новца, изнуду усмерену против компјутерских или комуникационих система, шверц итд.
„Побуњеници“ могу бити група која се супротставља признатој влади криминалним или војним средствима, као и која води тајне обавештајне и тајне операције против дотичне владе, која може бити сопствена или пријатељска.
Контраобавештајне и антитерористичке анализе дају стратешке процене страних обавештајних и терористичких група и припремају тактичке опције за текуће операције и истраге. Контрашпијунажа може укључивати проактивне радње против страних обавештајних служби, као што су двоструки агенти, обмана или регрутовање страних обавештајних службеника.

### Офанзивне контраобавештајне операције
Визнер је истакао своје и Далесове ставове да су најбоља одбрана од страних напада на обавештајне службе или инфилтрације у њих активне мере против тих непријатељских служби. Ово се често назива контрашпијунажа: мере предузете за откривање непријатељске шпијунаже или физичких напада на пријатељске обавештајне службе, спречавање штете и губитак информација и, где је могуће, враћање покушаја против његовог покретача. Контрашпијунажа превазилази реактивност и активно покушава да поткопа непријатељску обавештајну службу, регрутовањем агената у страној служби, дискредитацијом особља које је заправо лојално сопственој служби и одузимањем ресурса који би били корисни непријатељској служби. Све ове радње се односе на ненационалне претње као и на националне организације.
Ако је непријатељска акција у сопственој земљи или у пријатељској земљи са полицијом која сарађује, непријатељски агенти могу бити ухапшени, или, ако су дипломате, проглашени персонама нон грата. Из перспективе сопствене обавештајне службе, искоришћавање ситуације у корист своје стране обично је пожељније од хапшења или радњи које могу довести до смрти претње. Приоритет обавештајних служби понекад долази у сукоб са инстинктима сопствених организација за спровођење закона, посебно када страна претња комбинује страно особље са грађанима своје земље.
У неким околностима, хапшење може бити први корак у којем се затворенику даје избор да сарађује или да се суочи са тешким последицама, укључујући и смртну казну за шпијунажу. Сарадња се може састојати у томе да се каже све што неко зна о другој служби, али по могућности активно помаже у обмањујућим радњама против непријатељске службе.

### Контраобавештајна заштита обавештајних служби
Одбрамбена контраобавештајна служба посебно за обавештајне службе укључује процену ризика њихове културе, извора, метода и ресурса. Управљање ризиком мора стално одражавати те процене, пошто ефективне обавештајне операције често преузимају ризик. Чак и док преузимају прорачунате ризике, службе треба да ублаже ризик одговарајућим противмерама.
ФИС је посебно способан да истражује отворена друштва и, у том окружењу, био је у стању да подмеће инсајдере у обавештајној заједници. Офанзивна контрашпијунажа је најмоћније средство за проналажење пенетратора и њихово неутралисање, али није једино средство. Разумевање онога што појединце наводи да се окрену на своју страну је фокус пројекта Сламмер. Без непотребног нарушавања личне приватности, могу се развити системи за уочавање аномалног понашања, посебно у коришћењу информационих система.
Доносиоцима одлука су потребни обавештајни подаци без непријатељског утицаја или манипулације. Пошто је свака обавештајна дисциплина подложна манипулацији наших противника, од суштинског је значаја потврђивање поузданости обавештајних података са свих платформи за прикупљање. Сходно томе, свака контраобавештајна организација ће валидирати поузданост извора и метода који се односе на контраобавештајну мисију у складу са заједничким стандардима. За друге области мисије, УСИЦ ће испитати праксе прикупљања, анализе, дисеминације и друге обавештајне активности и препоручиће побољшања, најбоље праксе и заједничке стандарде.
Обавештајни рад је рањив не само на спољашње већ и на унутрашње претње. Субверзија, издаја и цурење откривају рањивости, владине и комерцијалне тајне, и обавештајне изворе и методе. Инсајдерска претња је била извор изузетне штете по националну безбедност САД, као код Олдрича Ејмса, Роберта Хансена и Едварда Ли Хауарда, који су сви имали приступ великим тајним активностима. Да је постојао електронски систем за откривање аномалија у прегледавању контраобавештајних досијеа, потраге Роберта Хансена за сумњом у активности његових совјетских (а касније и руских) платних радника могле би се рано појавити. Аномалије могу једноставно показати да посебно креативни аналитичар има обучену интуицију могућих веза и да покушава да их истражи.
Додавањем нових оруђа и техника у [националне арсенале], контраобавештајна заједница ће настојати да манипулише страним шпијунима, спроводи агресивне истраге, хапси и, где су страни званичници умешани, протерује их због умешаности у праксе које нису у складу са њиховим дипломатским статусом или их експлоатише као несвесни канал за превару, или их претворити у паметне двоструке агенте. „Досетљивост“ је термин обавештајне уметности који указује на то да неко није само свестан неке чињенице или информације, већ је и свестан њене повезаности са обавештајним активностима.

### Операције за заштиту извора контраобавештајних снага
Напади на војне, дипломатске и сродне објекте представљају веома реалну претњу, као што су показали напади на француске и америчке мировне снаге у Бејруту 1983. године, напад на куле Кхобар у Саудијској Арабији 1996. године, напади на колумбијске базе и америчке амбасаде 1998. (и локалне зграде) у Кенији и Танзанији и многи други. Мере заштите америчких војних снага су скуп акција које се предузимају против војног особља и чланова породица, ресурса, објеката и критичних информација, а већина земаља има сличну доктрину за заштиту тих објеката и очување потенцијала снага. Заштита снага је дефинисана као одбрана од намерног напада, а не од несрећа или природних катастрофа.
Операције извора за заштиту контраобавештајних снага (ЦФСО) су операције из људских извора, обично тајне природе, које се спроводе у иностранству које имају за циљ да попуне постојећу празнину у покривености националног нивоа, као и да задовоље обавештајне захтеве команданта бораца. Војна полиција и друге патроле које се друже са локалним становништвом могу заиста бити драгоцени ХУМИНТ извори за подизање свести о контраобавештајним службама, али нису вероватно и сами ЦФСО. Глегхорн прави разлику између заштите националних обавештајних служби и обавештајних података потребних да командама бораца дају информације које су им потребне за заштиту снага. Постоје и други ХУМИНТ извори, као што су војне извиђачке патроле које избегавају мешање са страним особљем, који заиста могу пружити ХУМИНТ, али не и ХУМИНТ посебно релевантан за контраобавештајну службу. Активне противмере, било да се ради о заштити снага, заштите обавештајних служби или заштите интереса националне безбедности, могу укључити ХУМИНТ дисциплине, у сврху откривања агената ФИС-а, укључујући скрининг и испитивање људских извора без задатака, који се такође називају повременим или успутни извори.

## Одбрамбене контраобавештајне операције
У америчкој доктрини, иако не нужно у доктрини других земаља, ЦИ се сада посматра као првенствено супротност ФИС ХУМИНТ-у. У контраобавештајном приручнику америчке војске из 1995. ЦИ је имао шири опсег у односу на различите дисциплине прикупљања обавештајних података.
Новија доктрина заједничке обавештајне службе САД ограничава свој примарни обим на борбу против ХУМИНТ-а, што обично укључује борбу против терора. Према овој доктрини, није увек јасно ко је одговоран за све претње прикупљањем обавештајних података против војног или другог ресурса. Пуни обим америчке војне контраобавештајне доктрине пребачен је у поверљиву публикацију, Заједничка публикација (ЈП) 2-01.2, Контраобавештајна и људска обавештајна подршка заједничким операцијама .
Конкретније противмере против дисциплина прикупљања обавештајних података наведене су у наставку
| Дисциплина | Офанзивни ЦИ                               | Дефанзивна ЦИ                                           |
| ---------- | ------------------------------------------ | ------------------------------------------------------- |
| ХУМИНТ     | Контраизвиђање, офанзивна контрашпијунажа  | Обмана у безбедности операција                          |
| СИГИНТ     | Препоруке за кинетички и електронски напад | Радио ОПСЕЦ, употреба сигурних телефона, СИГСЕЦ, обмана |
| ИМИНТ      | Препоруке за кинетички и електронски напад | Обмана, ОПСЕЦ контрамере, обмана (мамци, камуфлажа)     |

### Контра-ХУМИНТ
Контра-ХУМИНТ се бави и откривањем непријатељских ХУМИНТ извора унутар организације, или откривањем појединаца који ће вероватно постати непријатељски ХУМИНТ извори, као кртица или двоструки агент. Постоји додатна категорија релевантна за широк спектар контраобавештајних служби: зашто неко постаје терориста.